# Romane Holderried Kaesdorf
Romane Holderried Kaesdorf (née le 11 mai 1922 à Biberach an der Riß et morte le 23 mai 2007) est une dessinatrice, peintre, graphiste et illustratrice allemande. 
Elle travaille en tant que caricaturiste engagée socialement. Son œuvre présente des éléments d'Art brut et montre une parenté visuelle avec les œuvres de George Grosz et James Ensor. Elle a toujours vécu dans sa ville natale, Biberach an der Riss. Certaines de ses œuvres y sont exposées au Braith-Mali-Museum (en). 

## Formation
Romane Holderried commence par faire des études commerciales. Mais, encouragée par un ami de la famille qui lui trouve du talent et lui obtient une bourse, elle va étudier à l'Académie de Stuttgart de 1942 à 1944. Au déclenchement de la guerre, elle retourne à Biberach, y rencontre et épouse le peintre Julius Kaesdorf (1914-1993) en 1953. Ils auront trois enfants.
La famille Kaesdorf vit de façon modeste, dans un petit logement et elle est plutôt mal considérée par la bonne société locale. Romane Holderried a peut-être puisé là la force de sa caricature, refusant ce qui est beau et agréable.

## Parcours artistique
Romane Holderried Kaesdorf est une dessinatrice prolifique mais elle a aussi pratiqué la peinture.
De 1946 à 1970 son œuvre est figurative, plutôt surréaliste. Puis, après 1967, elle se consacre exclusivement au dessin, montrant une influence du pop art anglais. On peut ensuite identifier des séries dans son œuvre : de 1970 à 1979, la « série des hommes », personnages masculins stricts dans des postures peu conventionnelles et à partir de 1979, les «dessins féminins», où la figure féminine commence à perturber les actions des hommes qui disparaissent de l'image. 
Ses dessins sont le résultat d'observations au quotidien, mais détournent le sens de ce quotidien pour en faire un monde étrange, parfois inquiétant parfois drôle.  
Son dessin est sec, sans modelé, ses personnages sont représentés dans des situations bizarres. Au fil du temps, le trait s'affirme jusqu'à devenir un objet autonome qui s'oppose à la ligne. Il y a peu de décor dans ses dessins, c'est le blanc du papier qui en fait office. Son travail pictural durant les années 1960 plonge ses racines dans l'Art brut et montre l'influence de George Grosz et James Ensor ,. 
En 2011, les chorégraphes Antje Schur et Régine Westenhoeffer créent le spectacle Romane – en bateau entre une chaise et un mot, inspiré de l’œuvre de Romane Holderried Kaesdorf avec la compagnie Dégadézo. Les représentations s'accompagnent parfois d'expositions des dessins de l'artiste, comme à Rixheim, du 6 au 18 avril 2019.
Les œuvres de Romane Holderried-Kaesdorf se trouvent au Städtisches Museum Biberach an der Riß, au Hessisches Landesmuseum à Darmstadt, à la Staatsgalerie de Stuttgart, aux musées d'Ulm, ainsi qu'au Museum Würth à Künzelsau.

## Prix et récompenses
En 1991, elle reçoit le prix Hans Thoma et, en 1989, avec son mari Julius Kaesdorf, le Oberschwäbischen Kunstpreis. En 1997, elle reçoit le prix de l'art du Vorarlberg et, en 2006, pour sa carrière, le prix de l'art de la Banque VR Aalen. 

## Publications (sélection)
- Philipp Otto Runge et Romane Holderried Kaesdorf, Von den Fischen und syne Fru, Insel-Verlag, 1985,  (ISBN 3-87102-030-3)
- Romane Holderried Kaesdorf: Lilien- und Normalzeitung, 1000 éditions Édition Klaus et Dagmar Dieterich, Stuttgart 1969, p.16

### Sources complémentaires
- (de) « Publications de et sur Romane Holderried Kaesdorf », dans le catalogue en ligne de la Bibliothèque nationale allemande (DNB).
- Friederike Zimmermann: Zum Werk der 2007 verstorbenen Künstlerin Romane Holderried Kaesdorf. August 2017[12].
- Romane Holderried Kaesdorf dans le musée numérique[13].
- Peter M. Bauer: Romane Holderried Kaesdorf Dessinatrice et peintre[14].
- Romane Holderried-Kaesdorf im Kunstmuseum Singen, video du Kunstmuseum Singen[15]